# BWK Energie
BWK Energie (ursprünglicher Titel Brennstoff, Wärme, Kraft, später BWK Das Energie-Fachmagazin) war eine vom Verein Deutscher Ingenieure (VDI) herausgegebene Fachzeitschrift für Energiewirtschaft und Energietechnik. 
Die BWK war das Fachorgan der VDI-Gesellschaft Energie und Umwelt (VDI-GEU), der Forschungsstelle für Energiewirtschaft (FfE), des Fachverband Dampfkessel-, Behälter- und Rohrleitungsbau (FDBR) und des Deutschen Dampfkesselausschusses (DDA).
Die Zeitschrift behandelte praxisbezogene Themen der Energiebranche. Zur Zielgruppe gehörten laut der Zeitschrift „das Management sowie […] die kaufmännischen und technischen Entscheider der Energieerzeugungs- und Energieversorgungsunternehmen, der Anlagenbetreiber und der energieintensiven Verbraucher“.

## Geschichte
Nach dem Zweiten Weltkrieg wurde 1949 als Nachfolgerin der Zeitschrift Archiv für Wärmewirtschaft und Dampfkesselwesen die Zeitschrift Brennstoff, Wärme, Kraft vom VDI gestartet. Zum Jahreswechsel 1999/2000 erfolgte die Umbenennung der Fachzeitschrift in BWK Das Energie-Fachmagazin, um den neuen Anforderungen der sich verändernden Energielandschaft zu begegnen.
Mit der Ausgabe 10/2019 wurde die Zeitschrift im Rahmen einer Neugestaltung in BWK Energie umbenannt. Im Impressum 2019 steht „In Fortführung der Zeitschriften Archiv für Wärmewirtschaft, Feuerungstechnik, Wärme- und Kältetechnik, Praktische Energiekunde und vereinigt mit der Zeitschrift Energie und Technik.“ Die verkaufte Auflage betrug 14.414 im Jahr 2019. Von BWK erschienen im Jahr zwölf Ausgaben, wobei die Monaten Januar/Februar und Juli/August als Doppelhefte herausgegeben wurden. Zuletzt erschien die BWK Energie alle zwei Monate mit 11.786 verkauften Exemplaren bis Ende 2023.
Anfang 2024 gab der Verlag VDI Fachmedien bekannt, dass die BWK Energie und das UmweltMagazin zur neuen Fachzeitschrift VDI Energie + Umwelt zu verschmelzen. Der Nachfolger wird ebenfalls sechs Ausgaben pro Jahr herausgegeben und die erste Ausgabe erschien als Januar–Februar 2024.